# Jon Fosse
Jon Fosse (Haugesund, 29 september 1959) is een Noorse schrijver  van romans, korte verhalen, poëzie, kinderboeken, essays en toneelstukken. Hij groeide op in Strandebarm in  Kvam in de provincie Hordaland. Hij schrijft hoofdzakelijk in Nynorsk. Hij won de Nobelprijs voor Literatuur in 2023.

## Biografie
Jon Fosse is geboren in Haugesund, Noorwegen. Door een ernstig ongeval toen hij zeven was heeft hij een bijna-doodervaring gehad. Deze bijna-doodervaring heeft een grote invloed gehad op zijn latere werk. 
Fosse schreef zich in aan de Universiteit van Bergen en studeerde vergelijkende literatuurwetenschap. Zijn debuutroman Raudt, svart werd gepubliceerd in 1983, geschreven in het Nynorsk, een van de twee officiële schrijftalen van het Noors. Zijn werk is in meer dan 40 landen vertaald.
In 2011 is hem de gunst verleend om te wonen in Grotten, een ereresidentie die de koning aan een kunstenaar toewijst. Het is een villa, gebouwd boven op een kunstmatige grot, op het terrein van het Koninklijk Paleis in het centrum van Oslo. Wie deze eer wordt toebedeeld mag er blijven wonen tot aan zijn dood.
In 2015 ontving Fosse de prestigieuze Literatuurprijs van de Noordse raad voor zijn trilogie Andvake (vertaald in het Nederlands als Slapeloos), Olavs draumar en  Kveldsvævd. In 2023 won hij de Nobelprijs voor Literatuur voor zijn innovatieve toneelstukken en proza die een stem geven aan het onzegbare.

## Werk

### Proza
- Raudt, svart (1983)
- Stengd gitar (1985)
- Blod. Steinen er (1987)
- Naustet (1989)
- Flaskesamlaren (1991)
- Bly og vatn (1992)
- To forteljingar (1993)
- Prosa frå ein oppvekst (1994)
- Melancholia 1, 1995; Nederlands Melancholie 1, vertaald door Edith Koenders / Adriaan van der Hoeven, Uitgeverij Oevers, 2019
- Melancholia 2, 1996; Nederlands Melancholie 2, vertaald door Edith Koenders / Adriaan van der Hoeven, Uitgeverij Oevers, 2020
- Eldre kortare prosa med 78 bilete av Camilla Wærenskjold (1998)
- Morgon og kveld, 2000; Nederlands Ochtend en avond, vertaald door Marianne Molenaar, Uitgeverij Wereldbibliotheek, 2005
- Det er Ales (2003)
- Andvake, 2007; Nederlands Slapeloos, vertaald door Marianne Molenaar, Uitgeverij Wereldbibliotheek, 2010
- Kortare prosa (2011)
- Olavs draumar (2012)
- Det andre namnet - Septologien 1-2, 2019; Nederlands Septologie 1-2 De andere naam
- Eg er ein annan - Septologien 3-5, 2020; Nederlands Septologie 3-5 Ik is een ander
- Eit nytt namn - Septologien 6-7, 2021; Nederlands Septologie 6-7 Een nieuwe naam, vertaald door Marianne Molenaar, Uitgeverij Oevers, 2022
- Kvitleik, 2023; Nederlands Een schitterend wit, vertaald door Marianne Molenaar, Uitgeverij Oevers, 2023

### Poëzie
- Engel med vatn i augene (1986)
- Hundens bevegelsar (1990)
- Hund og engel (1992)
- Dikt 1986-1992 (1995)
- Nye dikt 1991-1994 (1997)
- Dikt 1986-2001 (2001)
- Auge i vind (2003)
- Stein til stein (2013)

### Essays
- Frå telling via showing til writing (1989)
- Gnostiske essay

### Toneel
- Scheiden zullen we toch nooit (Og aldri skal vi skiljast, 1994)
- De naam (Namnet, 1995) – Ibsen-Prijs (1998), Nestroy-Theaterprijs (2000)
- Er komt nog iemand (Nokon kjem til å komme, 1996)
- Het kind (Barnet, 1996)
- Moeder en kind (Mor og barn, 1997)
- De zoon (Sonen, 1997)
- De nacht zingt haar liederen (Natta syng sine songar, 1997)
- Een zomernacht (Ein sommars dag, 1999)
- De gitaarman (Gitarmannen, 1999)
- Droom in de herfst (Draum om hausten, 1999)
- Bezoek (Besøk, 2000)
- Winter (Vinter, 2000)
- – (Vakkert (2001)
- – (Dødsvariasjonar (2001)
- Lila/paars (Lilla, 2003)
- Slaap (Svevn, 2005)
- – (Rambuku (2006)
- – (Skuggar (2006)
- – (Eg er vinden (2007)

### Kinderboeken
- Zuster (Søster, 2000) – Bekroond met de Jeugdliteratuurprijs 2007

## Prijzen
- 1997 - Aschehougprijs
- 1999 - Doblougprijs
- 2000 - Nestroy-Theaterprijs
- 2005 - Orde van Sint-Olaf
- 2010 - Internationale Ibsenprijs
- 2015 - Literatuurprijs van de Noordse Raad
- 2023 - Nobelprijs voor Literatuur